# Jesse Phillips
Jesse Phillips (ur. 26 lipca 1986) – australijski kajakarz i aktor. Jego kariera kajakarska rozpoczęła się w 1999 roku, gdy został zauważony przez Zachodnioaustralijski Instytut Sportu poszukujący kajakarskich talentów.
Od 2003 roku reprezentuje Australię na arenie międzynarodowej. Brał udział w Młodzieżowych Mistrzostwach Świata w Japonii w 2003 roku (5. miejsce w K4 500m i K2 1000m) oraz w zawodach Pucharu Świata w 2006 i 2008 r. W 2009 roku został członkiem narodowej kadry w kajakarstwie. W 2010 r. reprezentował Australię na Mistrzostwach Świata w Kajakarstwie seniorów i podczas Akademickich Mistrzostwach Świata, gdzie wspólnie ze Stephenem Birdem zdobył dwa brązowe medale - jeden w kategorii K2 na dystansie 200 m, a drugi na dystansie 400 m.